# Arrondissement Auch

Arrondissementen en kantons in het departement Gers

Auch is een arrondissement van het Franse departement Gers in de regio Occitanie. De onderprefectuur is Auch.

## Kantons
Het arrondissement was tot 2014 samengesteld uit de volgende kantons:
- Kanton Auch-Nord-Est
- Kanton Auch-Nord-Ouest
- Kanton Auch-Sud-Est-Seissan
- Kanton Auch-Sud-Ouest
- Kanton Cologne
- Kanton Gimont
- Kanton L'Isle-Jourdain
- Kanton Jegun
- Kanton Lombez
- Kanton Samatan
- Kanton Saramon
- Kanton Vic-Fezensac

Na de herindeling van de kantons bij decreet van 26 februari 2014, met uitwerking op 22 maart 2015 is de samenstelling als volgt : 
- Kanton Astarac-Gimone  ( deel 19/43 )
- Kanton Auch-1 ( deel 2/6 )
- Kanton Auch-2
- Kanton Auch-3  ( deel 3/10 )
- Kanton Baïse-Armagnac  ( deel 2/15 )
- Kanton Fezensac  ( deel 26/33 )
- Kanton Gascogne-Auscitaine
- Kanton Gimone-Arrats  ( deel 8/36 )
- L'Isle-Jourdain
- Kanton Val de Save